# Apteka Pod Duchem Świętym w Przeworsku
Apteka Pod Duchem Świętym - historyczny budynek znajdujący się w Przeworsku przy ul. Rynek 6.

## Historia
Pierwsza wzmianka o aptece znajdującej się w tym budynku pochodzi z 1855. Wówczas to Feliks Szczęsny Świtalski nabył aptekę "pod Świętym Duchem" od aptekarza Franciszka Ksawerego Kuhna. Była to apteka koncesjonowana (osobista). 4 października 1887 właścicielem apteki został syn Feliksa Świtalskiego - Władysław. W 1896 uczestniczył w Międzynarodowej Wystawie Farmaceutycznej w Pradze, gdzie wystawił wina lecznicze, plastry, wodę do ust i proszek do zębów, wykonane według własnej receptury w przeworskiej aptece. Otrzymał za nie brązowy medal. W Muzeum Farmacji w Krakowie przechowywany jest od 1956 receptariusz rodziny Świtalskich z Przeworska, zawierający sposoby otrzymywania leków oraz przepisy cukiernicze. Po śmierci Władysława Świtalskiego, od 1919, aptekę prowadzi jego żona przy pomocy prowizorów-dzierżawców - najpierw Jana Zacharskiego, a następnie Józefa Marcinkiewicz. W 1933 aptekę nabył na własność Julian Prokesz, z czasem przekazał ją synowi Marianowi. Koncesję na samoistne prowadzenie apteki otrzymał Marian Prokesz od Urzędu Wojewódzkiego we Lwowie w 1938. W latach 20. XX w. do czasu wybudowania szkoły żeńskiej w budynku apteki mieściła się jedna z sal lekcyjnych. W czasie okupacji obiekt włączony był w sieć placówek tajnego nauczania. W 1951 apteka została upaństwowiona i otrzymała nazwę "Apteka Społeczna nr 67"

## Architektura
Sam budynek to XVII-wieczny obiekt konstrukcji murowanej z oficyną. Wewnątrz zachowały się piwnice z czasów powstania kamienicy oraz sklepiony przechód zwany salą rycerską. Eklektyczny front jest typowy dla kamienic przeworskich